# Pomieczyno (gromada)
Pomieczyno – dawna gromada, czyli najmniejsza jednostka podziału terytorialnego Polskiej Rzeczypospolitej Ludowej w latach 1954–1972.
Gromady, z gromadzkimi radami narodowymi (GRN) jako organami władzy najniższego stopnia na wsi, funkcjonowały od reformy reorganizującej administrację wiejską przeprowadzonej jesienią 1954 do momentu ich zniesienia z dniem 1 stycznia 1973, tym samym wypierając organizację gminną w latach 1954–1972.
Gromadę Pomieczyno z siedzibą GRN w Pomieczynie utworzono – jako jedną z 8759 gromad na obszarze Polski – w powiecie kartuskim w woj. gdańskim na mocy uchwały nr 17/III/54 WRN w Gdańsku z dnia 5 października 1954. W skład jednostki wszedł obszar dotychczasowej gromady Pomieczyno, ponadto osada Trzyrzeki z dotychczasowej gromady Kłosowo oraz osada Rąb z dotychczasowej gromady Załęże, ze zniesionej gminy Przodkowo, a także osada Hejtus z dotychczasowej gromady Sianowska Huta ze zniesionej gminy Sianowo – w tymże powiecie. Dla gromady ustalono 11 członków gromadzkiej rady narodowej.
1 stycznia 1958 do gromady Pomieczyno włączono obszar wsi Wilanowo położony na północ od drogi wiodącej ze wsi Trzy Rzeki na zachód do Wilanowa-Barwik ze znoszonej gromady Hopy w tymże powiecie.
1 stycznia 1962 gromadę zniesiono, a jej obszar włączono do gromady Przodkowo w tymże powiecie.